# Peter De Wilde
Peter De Wilde (Temse, 8 april 1969) is een Belgisch bestuurder en topambtenaar.

## Biografie
Peter De Wilde studeerde Romaanse filologie aan de Universitaire Faculteiten Sint-Ignatius Antwerpen. Later volgde hij een bijzondere licentie middeleeuwse studies aan de Katholieke Universiteit Leuven, alwaar hij in 2000 promoveerde tot doctor in de letteren en wijsbegeerte.
In 2000 werd hij docent Franse letterkunde aan de Universiteit Antwerpen en in Duinkerke. In 2003 werd hij departementshoofd Cultuur van de provincie Antwerpen en in 2007 kabinetschef van CD&V-schepen van Cultuur, Toerisme en Erediensten Philip Heylen te Antwerpen. In oktober 2009 werd De Wilde aangesteld als administrateur-generaal van Toerisme Vlaanderen in opvolging van Raymonda Verdyck. In september 2022 werd hij tevens administrateur-generaal van het Vlaams Agentschap Onroerend Erfgoed.
Hij is voorzitter van de private Stichting Vilain XIIII en van 2014 tot 2020 ook van de European Travel Commission (ETC). In februari 2017 volgde hij Danny De Raymaeker op als voorzitter van het Davidsfonds, nadat deze ontslag had genomen na het faillissement van Optima Bank.
Hij woont te Bazel.
- Gemeinsame Normdatei: 1060814315
- Virtual International Authority File: 311456531